# Grigorij Semënovič Volkonskij
Principe Grigorij Semënovič Volkonskij, in russo Григорий Семёнович Волконский? (25 gennaio 1742 – San Pietroburgo, 17 giugno 1824), è stato un generale russo.

## Biografia
Era il figlio del generale Semën Fëdorovič Volkonskij, e di sua moglie, Sof'ja Semënovna Meščerskaja, figlia del principe Semën Federovič Meščerskij, e cugino di Nikolaj Sergeevič Volkonskij.

## Carriera
All'età di 14 anni entrò nel servizio militare con il grado di tenente, e a 21 anni era già un colonnello del reggimento Rjazskij. Nel 1768 fu nominato comandante del 1º reggimento dei lancieri di San Pietroburgo e ha combattuto contro i turchi nel la Guerra russo-turca (1768-1774) e prese parte alle ostilità contro i confederati polacchi (1770-1772).
Con il grado di maggiore generale, prese parte alla soppressione dei tartari di Crimea (1774-1776), durante la seconda guerra russo-turca comandò la 1º divisione come parte dell'esercito ucraino del feldmaresciallo conte Petr Aleksandrovič Rumyantsev (1787-1791), poi si unì con il principe Grigorij Aleksandrovič Potëmkin, e in seguito fu arruolato nel corpo del principe Nikolaj Vasil'evič Repnin. Il 18 agosto 1789 prese parte alla battaglia di Malaya Salchi, dove condusse personalmente all'attacco il reggimento di Kiev e rovesciò il distaccamento turco.
La battaglia principale nel destino militare di Volkonskij fu la battaglia vicino alla città di Machin il 28 giugno 1791. Volkonskij comandava un battaglione dell'esercito di Repnin, che sopportò il peso maggiore della battaglia. Durante la battaglia, durata sei ore, Volkonskij era in prima linea insieme alle sue truppe ed è stato ferito alla testa con una sciabola. 
Negli anni 1795-1796 ha comandato la 2ª divisione dell'esercito di Aleksandr Vasil'evič Suvorov (promosso a generale in capo nel 1794) e contemporaneamente (1794-1797) comandava tutte le truppe della costa nord-occidentale del Mar Nero. Nel 1797 ricevette il grado di consigliere privato e fu nominato senatore (dimesso dal servizio nel 1800). Il 14 luglio 1805 viene promosso a generale dalla cavalleria. Il 14 luglio 1803, Alessandro I lo nominò governatore militare di Orenburg. Durante la sua gestione, Volkonskij ha lavorato principalmente per alleviare la difficile situazione della popolazione nelle fabbriche e nelle minerarie. Viaggiava spesso a cavallo, conoscendo gli angoli più remoti della vasta regione a lui affidata. Nel 1813 organizzò una spedizione scientifica nelle steppe del Kirghizistan, che scoprì il minerale di piombo d'argento.

## Matrimonio

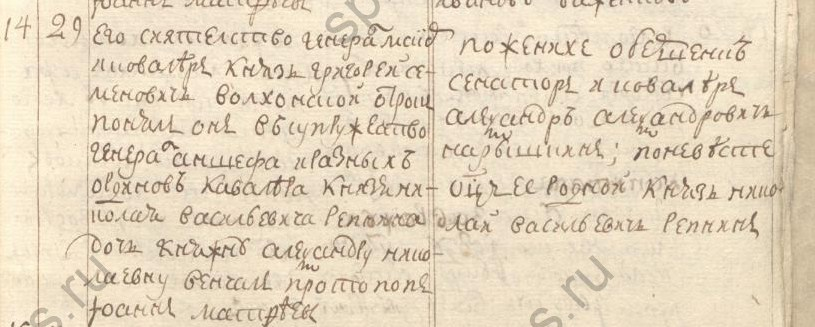
Registro del matrimonio

Sposò, il 29 aprile 1778, la principessa Aleksandra Nikolaevna Repnina (1757-1834), figlia del generale Nikolaj Vasil'evič Repnin. Ebbero sei figli:
- Nikolaj Grigor'evič (28 gennaio 1778-6 gennaio 1845), sposò Varvara Alekseevna Razumovskaja, ebbero sette figli;
- Aleksandr Grigor'evič (1778-7 febbraio 1780);
- Nikita Grigor'evič (9 luglio 1781-18 dicembre 1841), sposò la principessa Zinaida Aleksandrovna Belosel'skaja, ebbero un figlio;
- Grigorij Grigor'evič (8 ottobre 1782-28 febbraio 1783);
- Sof'ja Grigor'evna (19 agosto 1786-26 marzo 1868), sposò Pëtr Michajlovič Volkonskij, ebbero quattro figli;
- Sergej Grigor'evič (8 dicembre 1788-28 novembre 1865), sposò Marija Nikolaevna Raevskaja, ebbero quattro figli.

## Morte
Morì a San Pietroburgo il 17 giugno 1824, dopo essere stato nominato membro del Consiglio di Stato.